# Czerwoniak

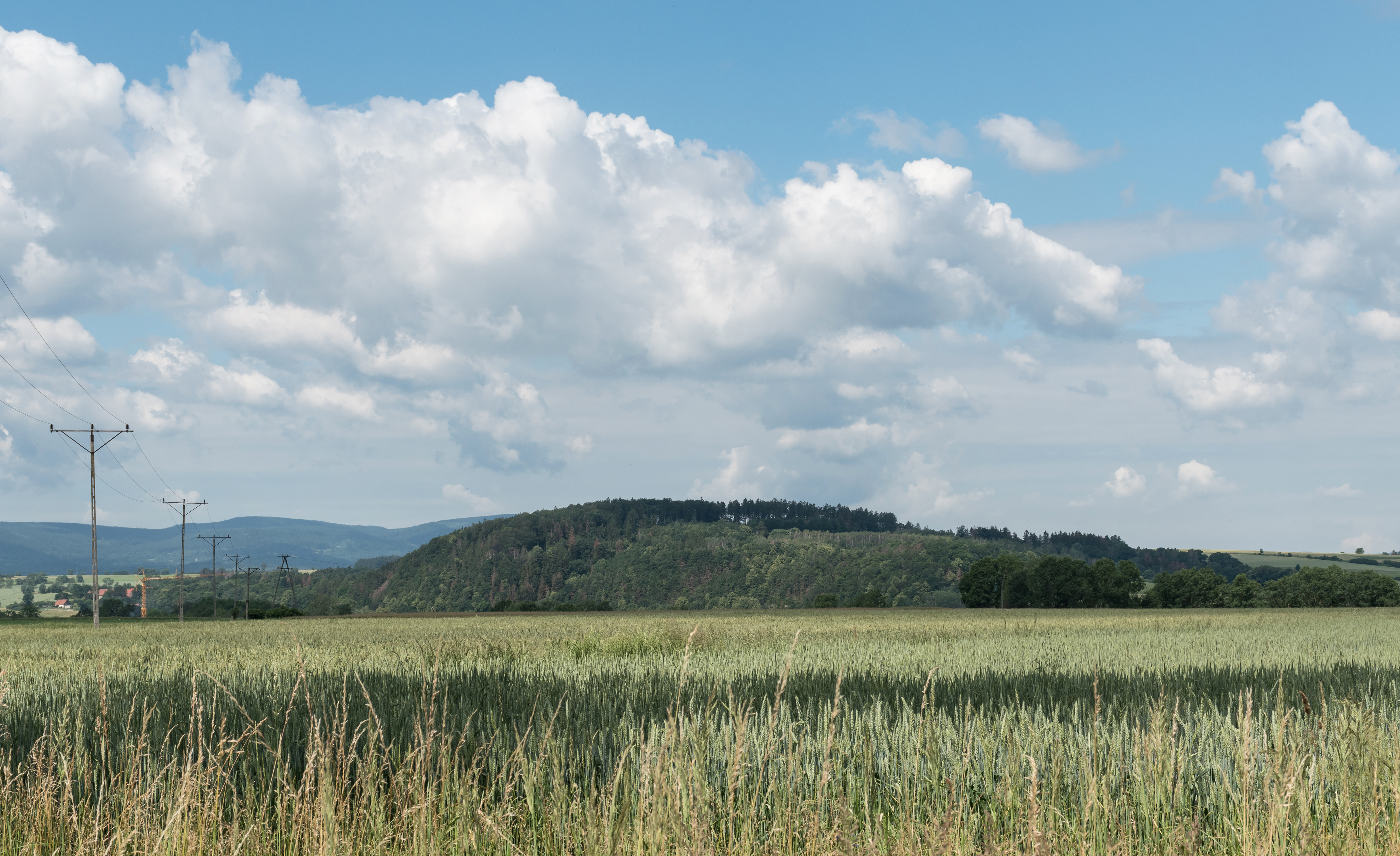
Czerwoniak od wschodu

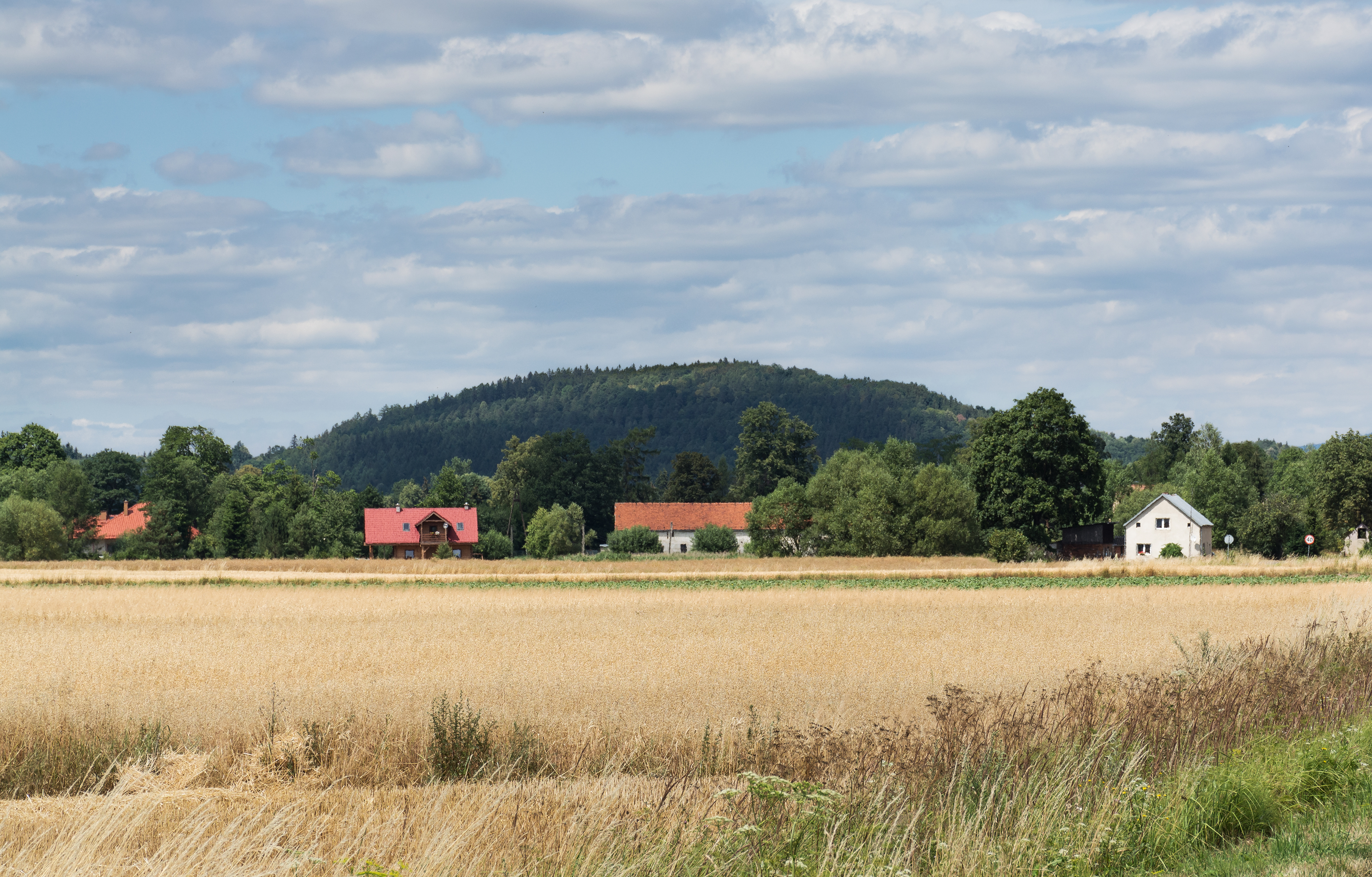
Czerwoniak od południa

Czerwoniak (dawniej Rubro monte, niem. Roten Berg, Roter Berg lub Rotheberg, po 1945 r. również Czerwona Góra) – położona na granicy Kotliny Kłodzkiej i Rowu Górnej Nysy, w pobliżu wsi Stary Wielisław, Gorzanów i Krosnowice, góra ze szczytem na wysokości 399 m n.p.m., stanowiąca wyraźnie oddzielony, samodzielny masyw o charakterystycznym kształcie.

## Geografia i geologia
Czerwoniak stanowi kulminację w grzbiecie ciągnącym się od Kamiennej Góry w Górach Bystrzyckich ku zbiegowi rzeki Wielisławki i Bystrzycy Dusznickiej oraz ujścia tej ostatniej do Nysy Kłodzkiej. Północne zbocze łagodnie opada do doliny Wielisławki, południowe (bardzo strome) wznosi się nad zakolem Nysy Kłodzkiej.
Skały budujące Czerwoniak to czerwone piaskowce permskie, białe lub żółte piaskowce kredowe i zalegające pod nimi łupki chlorytowe, w których znajdują się wkładki wapieni i skał amfibolowo-epidotowych. Kamienie te były dawniej intensywnie eksploatowane, o czym świadczą rozcinające górę liczne wyrobiska nieczynnych kamieniołomów. Południowe, urwiste zbocze i szczyt porasta świerkowy las, pozostałe stoki zajęte są przez użytki rolne.

## Historia
Góra, jako jedna z nielicznych w okolicy, posiada bogatą dokumentację związaną z wydarzeniami historycznymi. Wymieniana jest po raz pierwszy w akcie króla Jana Luksemburczyka nadającym miastu Kłodzku prawo połowu ryb w Nysie Kłodzkiej, gdzie Czerwoniak określony był jako południowa granica łowiska. Dokument ten datowany jest na 12 września 1334 roku, a góra figuruje w nim jako Rubro monte. Najbardziej znanym wydarzeniem jest rozegrana u jej stóp bitwa pod Czerwoną Górą, która 27 grudnia 1428 roku zdecydowała o losach ziemi kłodzkiej i całego Śląska. Pod Czerwoniakiem poległ w tej bitwie m.in. Jan ziębicki, przez co wygasła jedna z linii śląskich Piastów. Wydarzenie to upamiętnia kaplica księcia Jana ziębickiego ustawiona w domniemanym miejscu jego śmierci.
Na południowo-zachodnim zboczu góry znajduje się grób przykryty płytą z napisem w j. niem. Babette Sibylle Bousset geb. Ille Friedrich * 27 März 1908 + 9 Sept. 1927 / 1 Corinther 13.13, która popełniła samobójstwo wyskakując z pociągu relacji Wrocław - Berlin oraz jej ojca.

## Turystyka
Rejon góry przed 1945 rokiem stanowił popularne miejsce turystyczne. Czerwoniak był celem wycieczek z Gorzanowa oraz stacji kolejowych w Krosnowicach i Kłodzku-Zagórzu. Podkreślano jego historyczne znaczenie oraz walory widokowe. Po wymianie ludności aż do dzisiaj Czerwoniak stracił na znaczeniu i pozostaje prawie całkowicie nieuczęszczany.